# Lachnus
Lachnus (лат.) — род тлей из семейства Lachnidae (или в Lachninae в составе семейства Aphididae).

## Описание
Крупные и среднего размера дубовые тли, длиной 4—7 мм. Пестрокрылые с длинными ногами, проворные, темно-бурого (до черного) цвета. Питаются растительными соками. Встречаются на коре лиственных деревьев (дуб, бук, каштан) и на лохе.

## Систематика
Более 20 видов. Для СССР указывалось около 5 видов. Иногда включаются в состав семейства Aphididae (например, на сайте itis или на Fauna Europaea).
- Lachnus acutihirsutus Kumar & Burkhardt, 1970[4]
- Lachnus allegheniensis McCook, 1877
- Lachnus aucupariae Dahlbom, 1851
- Lachnus bignoniae Macchiati, 1884
- Lachnus bonneti Heer, 1853
- Lachnus chosoni Szelegiewicz, 1975[5]
- Lachnus crassicornis Hille Ris Lambers, 1948
- Lachnus distinguendus Dahlbom, 1851
- Lachnus fici Takahashi, 1933
- Lachnus formicophilus Schouteden, 1907
- Lachnus fuscus
- Lachnus iliciphagus  (del Guercio, 1909)
- Lachnus iliciphilus  (Del Guercio, 1909)
- Lachnus inflatus  Shinji, 1922
- Lachnus longirostrum  David & Ghosh, 1982[6]
- Lachnus longisetosus  Ghosh, 1982[6]
- Lachnus margallaensis  Kanturski & Zia, 2017[7]
- Lachnus padi  Hartig, 1841
- Lachnus pallipes  (Hartig, 1841)
- Lachnus pectorosus  Heer, 1853
- Lachnus pseudonudus  Kanturski & Wieczorek, 2014[8]
- Lachnus quercihabitans  (Takahashi, 1924)
- Lachnus roboris  (Linnaeus, 1758)
- Lachnus salicellis  Fitch, 1851
- Lachnus salicis  Chakrabarti & Raha, 1988[9]
- Lachnus shiicola Sorin, 1980
- Lachnus siniquercus  Zhang, 1982
- Lachnus sorini Binazzi Binazzi & Remaudière, 2006[10]
- Lachnus subterraneus  Hartig, 1857
- Lachnus swirskii  Hille Ris Lambers, 1954
- Lachnus takahashii Sorin, 1980[11]
- Lachnus tatakaensis Takahashi, 1937
- Lachnus tropicalis (van der Goot, 1916)
- Lachnus tuatayae
- Lachnus wichmanni Hille Ris Lambers, 1956
- Lachnus yunlongensis Zhang, 1985[12]